# NPLUTO
엔플루토(NPLUTO)는 한국의 조그마한 게임 시장 을 조금이나마 점유한 회사이다. 또한 NPLUTO는 경기 성남 분당에 본사를 두고 있으며 주식회사이다. 나머지는 편집해주세요